# سن زنون
سن زنون (انگلیسی: San Zenón) نام شهری در کشور کلمبیا است.